# Franz de Paula Albert Eder
Franz de Paula Albert Eder OSB (ur. 30 stycznia 1818 w Hallein, zm. 10 kwietnia 1890 w Salzburgu) – austriacki duchowny rzymskokatolicki, w latach 1876–1890 arcybiskup metropolia Salzburga.

## Życiorys
Urodził się 30 stycznia 1818. Studiował w Salzburgu, następnie wstąpił do benedyktyńskiego klasztoru św. Piotra, gdzie otrzymał imię zakonne Franciszek. Śluby zakonne złożył 3 kwietnia 1842, a święcenia kapłańskie przyjął rok później 1 sierpnia 1843. W 1857 został wybrany opatem swojego klasztoru. 27 maja 1876 został mianowany arcybiskupem Salzburga, papież kanonicznie zatwierdził ten wybór 29 września tego samego roku. Sakrę otrzymał z rąk kardynała Friedricha Josefa von Schwarzenberga, arcybiskupa Pragi. Zmarł 10 kwietnia 1890 i został pochowany w katedrze św. Ruperta.